# Marybel Ferrales Nápoles
Marybel Ferrales Nápoles (Cabaiguán, Cuba, 25 de mayo de 1968) es una cantante soprano, investigadora y pedagoga cubana, nacionalizada mexicana.
Fue la solista principal de la Ópera de Cuba desde 1989 comenzando su vida laboral con numerosas presentaciones tanto en Cuba como en el extranjero. Su primer visita al estado de Sonora la hizo con el objetivo de participar en el Festival Alfonso Ortiz Tirado en Álamos; siendo en el año de 1995, cuando con la autorización del Ministerio de Cuba, se integró a la Universidad de Sonora (UNISON) con la responsabilidad de reconstituir el coro de esta casa de estudios, así como dar clases en los talleres vocales que existían entonces en la Universidad, por lo que desde julio de 1995 radica en Hermosillo, Sonora. 
Recibió el Premio Gitana Tropical a su trayectoria artística otorgado por Ministerio de la Cultura en el año 2002, y en 2015 le fue entregado el premio al Maestro Sonorense por el Gobierno del Estado de Sonora.

## Trayectoria
En 1987 se graduó  de guitarra clásica con Diploma de Oro en la Escuela Nacional de Arte en Cuba. A los 21 años y por espacio de 6 años fue la Solista de la Ópera Nacional de Cuba, siendo a esa misma edad, y por espacio de 3 años, que también se desempeñó como solista principal de la Compañía Internacional de Operetta, al tiempo que realizaba sus estudios profesionales como Licenciada en Música, opción Canto, en la Universidad de las Artes en Cuba, los cuales concluyó en el año de 1994. 
En 1995 salió de Cuba para residir en Hermosillo, y desempeñarse como maestra de canto en el Departamento de Bellas Artes de la Universidad de Sonora, donde en la actualidad se desempeña como directora del coro, además de ser investigadora en temas relacionados con las ciencias sobre las artes y educación. Hasta el año 2020 fue presidenta de la Academia de Música de la Licenciatura en Música de esa Institución. Estudió la Maestría en Educación en la Universidad del Desarrollo Profesional de Hermosillo, concluyendo su formación académica en el año de 2017 con un Doctorado en Educación por el Instituto Pedagógico de Posgrado en Hermosillo.
Su debut como cantante lo realizó a los 17 años de edad en la Sala Lecuona del Gran Teatro de La Habana en un concierto organizado por la Ópera de Cuba.
En 1987 fue seleccionada para interpretar el personaje de la niña Tula de la Zarzuela cubana María La O del maestro Ernesto Lecuona, estrenada en el Teatro Karl Marx de La Habana y presentada posteriormente en el Teatro Mella. La obra fue grabada para la casa discográfica EGREM.
Se graduó de guitarra clásica con Diploma de Oro en la Escuela Nacional de Música en 1987 y posteriormente cursó sus estudios de canto en el Instituto Superior de Arte de La Habana que terminó en 1994.
Fue seleccionada solista principal de la Ópera de Cuba en 1989, comenzando su vida laboral con numerosas presentaciones tanto en Cuba como en el extranjero, entre las que se destacan la óperas La Traviata, La Boheme, Lucia di Lammermoor, y Elisir d’Amore. Además, interpretó para la televisión española la ópera cubana La Esclava del compositor José Mauri.
En esta misma época y hasta 1992 fue contratada por la Compañía Internacional de Operetta como solista principal para sus temporadas en Italia, con la que realizó más de noventa presentaciones en los roles protagónicos de La Viuda Alegre, Frasquita ambas de Franz Lehar, de Il Cavallino Bianco de Benovski, y la Princesa de las Czardas de Kalmann. En ellos obtuvo éxitos en todas las plazas del género lírico italiano donde se presentaron las obras (Génova, Turín, Florencia, Pompeya, Verona, Milán, San Remo, Mantua, Roma, Pescara y Sicilia, entre otras). También realizó conciertos en diferentes capitales europeas como Praga, Cracovia y Moscú.
Su consagración como cantante de zarzuela se produjo en los papeles protagónicos de las dos obras cubanas más famosas por su compleja interpretación vocal y escénica: Cecilia Valdes del maestro Gonzalo Roig y Maria La O del maestro Ernesto Lecuona.
Durante la celebración del Cuarto Festival de Arte Lírico de La Habana, tuvo a su cargo los roles protagónicos de Madame Butterfly de Giacomo Puccini y  La Traviata de Giuseppe Verdi  en 1994.
Un año después, en 1995 se produjo el estreno mundial en España de la zarzuela cubana Cecilia Valdés de la cual interpretó el rol protagónico.
Al mismo tiempo de su labor docente y de dirección del coro de la Universidad de Sonora, realizó como solista numerosos conciertos y galas de canto lírico en los estados de Sonora, Sinaloa, Baja California, Chihuahua y Jalisco, además de Arizona y California en Estados Unidos.
A partir de 1997 junto al Coro de la Universidad de Sonora ha protagonizado destacadas obras musicales, asumiendo a partir de 2001 la coordinación general de varios de los proyectos escénico-musicales presentados, entre los que destacan las presentaciones Cavalleria Rusticana de Pietro Mascagni, primera producción sonorense de Ópera en 1997.
Con el espectáculo de Las Voces de María Callas, Marybel Ferrales Nápoles se presentó en el Festival Alfonso Ortiz Tirado de 2009. 
En el marco de las Fiestas del Pitic 2015, teniendo como escenario el Palacio de Gobierno, en este evento organizado por el Ayuntamiento de Hermosillo,  presentó un espectáculo musical en el que realizó un recorrido musical a través de sus 20 años de estancia en tierras sonorenses, donde interpretó melodías italiana, española, cubana y mexicana, ópera, zarzuela y canción de concierto.
Protagonizó la zarzuela María la O del compositor Ernesto Lecuona en 2015. Además tuvo a su cargo por primera vez la dirección escénica. Esta pieza musical se presentó en el Festival Alfonso Ortiz Tirado (FAOT 2016) y en distintas plazas del estado de Sonora.
La leyenda de los Clovis, ópera histórica de Israel Cahue se estrenó en 2019 y en ella interpretó a una de sus protagonistas.
Es coordinadora general del programa Viernes de Concierto de la UNISON  desde 2017 el cual pasó a la modalidad virtual producto de la pandemia por Covid-19 en México  
Creó en 2021 la brigada artística La música, usted y algo más para desarrollar conciertos virtuales con el objetivo de dar a conocer el trabajo interpretativo de los alumnos de la UNISON.
Es además Integrante del Cuerpo Académico  de Estudios Interdisciplinarios en las Artes de la de la División de Humanidades y Bellas Artes en la UNISON.   

## Premios y reconocimientos
- Reconocimiento por la contribución al desarrollo de la cultura dentro de la comunidad universitaria. Universidad de Sonora, 2000.
- Premio al Mérito Ciudadano por la contribución a la cultura de la comunidad. Municipio de Hermosillo, Sonora,  2000.
- Premio Gitana Tropical por su trayectoria artística. Ministerio de la Cultura.   Cuba.  2002
- Reconocimiento Maestro Sonorense otorgado por el Gobierno del Estado de Sonora  durante el Festival Internacional Alfonso Ortiz Tirado, Álamos, Sonora. Enero, 2015.[8]
- Reconocimiento por 25 años de labor académica: Universidad de Sonora, 2021.

## Publicaciones
- Contribución del Coro de la UNISON a la cultura general e integral del Estado de Sonora. Libro de Memorias del Congreso Internacional Pedagogía: Encuentro por la unidad de los educadores. La Habana, 2007 Coautora.
- Análisis musical de cantos de las etnias del Estado de Sonora. Autora en 2009
- Análisis de la obra coral de la Maestra Emiliana de Zubeldía. Autora en 2012
- Gestión cultural del Coro de la Universidad de Sonora mediante el método de proyecto. Libro de Memorias del Congreso Latinoamericano de Gestión Cultural, Santiago de Chile, 2014. Coautora.
- Proyecto de intervención comunitaria del Coro de la Universidad de Sonora. Memorias del I Congreso Internacional de Investigación e Innovación, Guanajuato, 2016. Coautora.
- Algunas manifestaciones actuales de la música indígena en Sonora, México. Revista Arte, entre paréntesis. Núm. 12, 2021. Autora.
- Proyecto de intervención: Contribución a la cultura general e  integral del Estado de Sonora mediante el Método por Proyecto. Investigación a la que le dedicó 10 años, de 2012 a 2022.[9][10][11]